# جيوفاني دومينيكو سانتوريني
جيوفاني دومينيكو سانتوريني (بالإيطالية: Giovanni Domenico Santorini)‏ ‏ (1737-1681) هوَ عالم تشريح إيطالي، عاشَ حياته في مدينة البندقية، وفي عام 1701 حصلَ على شهادة الدكتوراة في الطِب في مدينة بيزا. في الفترة ما بين 1705 وَ1728 قام جيوفاني بوضع عدد الأوصاف والشروحات التشريحية في مدينة البندقية، وفي عام 1724 نشر كتاب (Observationes anatomicae) والذي يُعتبر أحد أهم وأفضل أعماله، حيثُ وضع فيه شروحات مفصلة لجميع الجوانب التشريحية لجسم الإنسان. ينسب الفضل لجيوفاني في العديد الأوصاف والشروحات التشريحية، وَمنها:
- غضروف سانتوريني: الغضروف القريني في الحنجرة.
- قرين سانتوريني: وَيُسمى القرين الأنفي العلوي.[2]
- قناة سانتوريني: هي قناة مُلحقة بالبنكرياس.
- شقوق سانتوريني: هي شقوق عامودية في الجزء الأمامي من غضروف قناة الأذن.
- لحيمة سانتوريني الطفيفة: الموقع الذي تفتح فيه قناة البنكرياس المُلحقة مع الاثني عشر>
- عضلة سانتوريني: حزمة من الألياف العضلية التي تسحب زاوية الفم نحو الجانب، وتُسمى أحياناً عضلة ألبينوس؛ نسبة لعالم التشريح الألماني برنارد سيغفريد ألبينوس.
- وريد سانتوريني: الوريد الذي يَمر عبر الثُقبة الجدارية وَيربط الجيب السهمي العلوي مَع أوردة فروة الرأس.
- ضفيرة سانتوريني: ضفيرة من الأوردة تتواجد في كهف رتزيوس (الحيز خلف عانة).
- رباط سانتوريني.

## روابط خارجية
- doctor/2602 على قاموس من سمى هذا؟